# Roca (empresa)

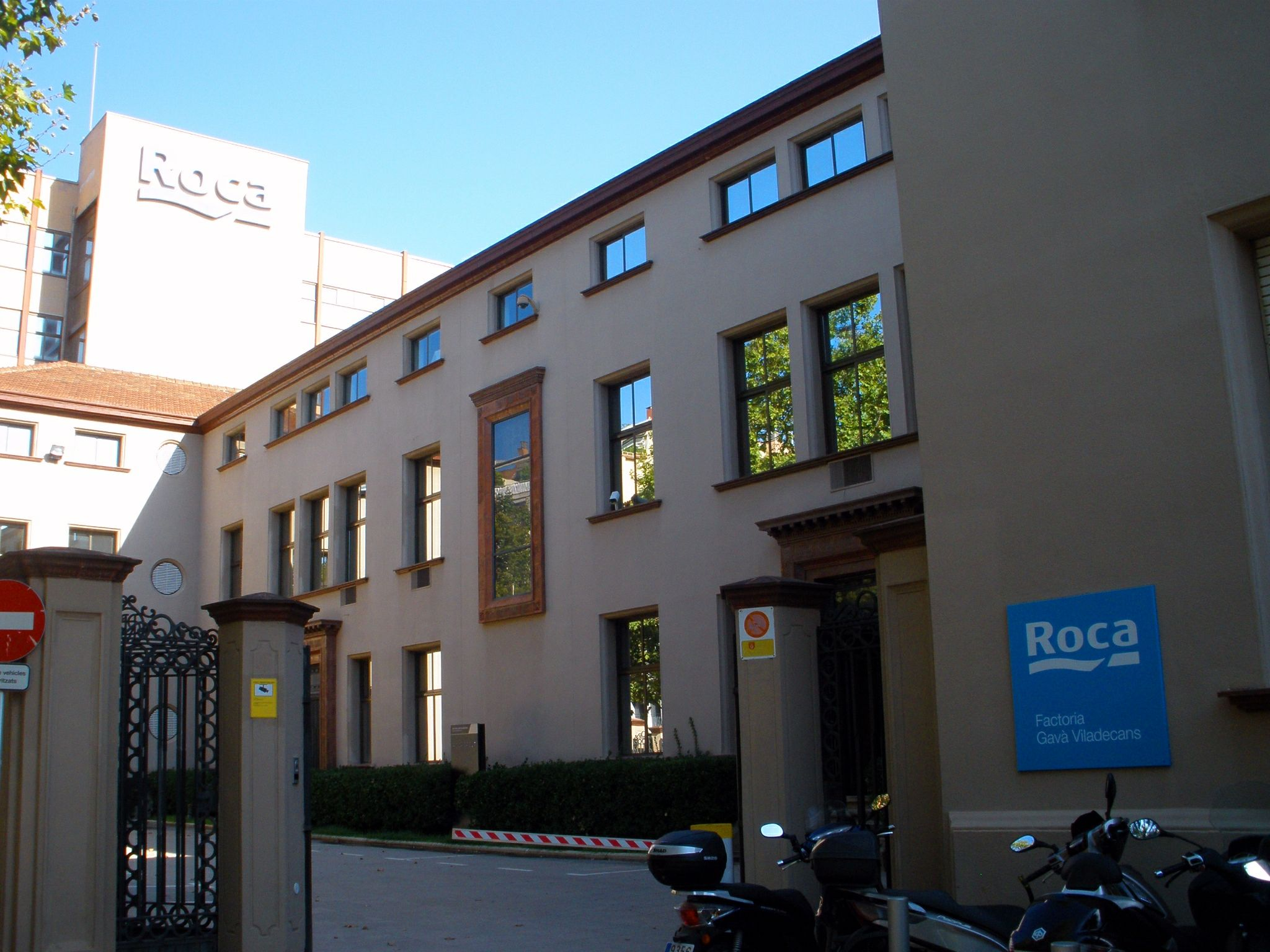
Factoria de Roca en Gavà

Roca Corporación Empresarial es la matriz de un conjunto de empresas dedicadas al diseño, producción y comercialización de productos para espacios de baño. Roca tiene su sede en Barcelona (España) y está presente en más de 170 mercados. Cuenta con 79 centros de producción en 18 países y emplea directamente a más de 20.000 personas.
Roca es una empresa española de capital familiar que desde 1999 ha realizado una expansión internacional basada tanto en la adquisición como en la creación de sociedades e instalación de plantas de producción en diversos países. En 2023 Roca alcanzó una cifra de negocio de 2.057 millones de euros.

## Historia
Roca fue fundada en Gavá (Barcelona) en el año 1917 por los hermanos Martín, Matías ,  José  y Angela Roca Soler como Compañía Roca Radiadores. La empresa se dedicaba de forma exclusiva a la fabricación de radiadores de hierro fundido para la calefacción. La rápida penetración de los nuevos productos en el mercado y una decidida voluntad de expansión llevaron a ampliar las áreas de negocio con la intención de diversificar sus actividades empresariales. 
En 1925 se fabricaron las primeras calderas de fundición y en 1929 se inició la producción de bañeras de hierro fundido. En 1936 Roca se introdujo en la producción de porcelana sanitaria. En 1954 empezó a fabricar también grifería. Una segunda fábrica de porcelana se inauguró en Alcalá de Henares (Madrid) en 1962.
Más tarde, en 1968 se puso en marcha la tercera fábrica de porcelana, en Alcalá de Guadaíra (Sevilla), (ya cerrada) 
, y en 1974 se inauguró la fábrica de bañeras de acero. La empresa Cerámicas del Foix, que pasó a ser una filial, fue el inicio de la actual área de negocio de cerámica. 
Durante la década de los 90, se abren filiales comerciales, se consolidan acuerdos con empresas líderes en sus mercados y se materializan adquisiciones y operaciones societarias, como la compra de la compañía suiza Keramik Laufen en 1999. A principios del año 2002 se inicia un proceso de reestructuración para ordenar las diferentes áreas de negocio en sociedades independientes y se constituye Roca Corporación Empresarial S.A. 
En 2005 se venden los negocios de calefacción y aire acondicionado con el objetivo de concentrar todos los esfuerzos en el sector de espacios del baño.
En 2019 se sacan los smart toilets In-wash, sanitarios con función de lavado y secado, que incorpora los avances de los inodoros japoneses washlet.

## Baño y cerámica

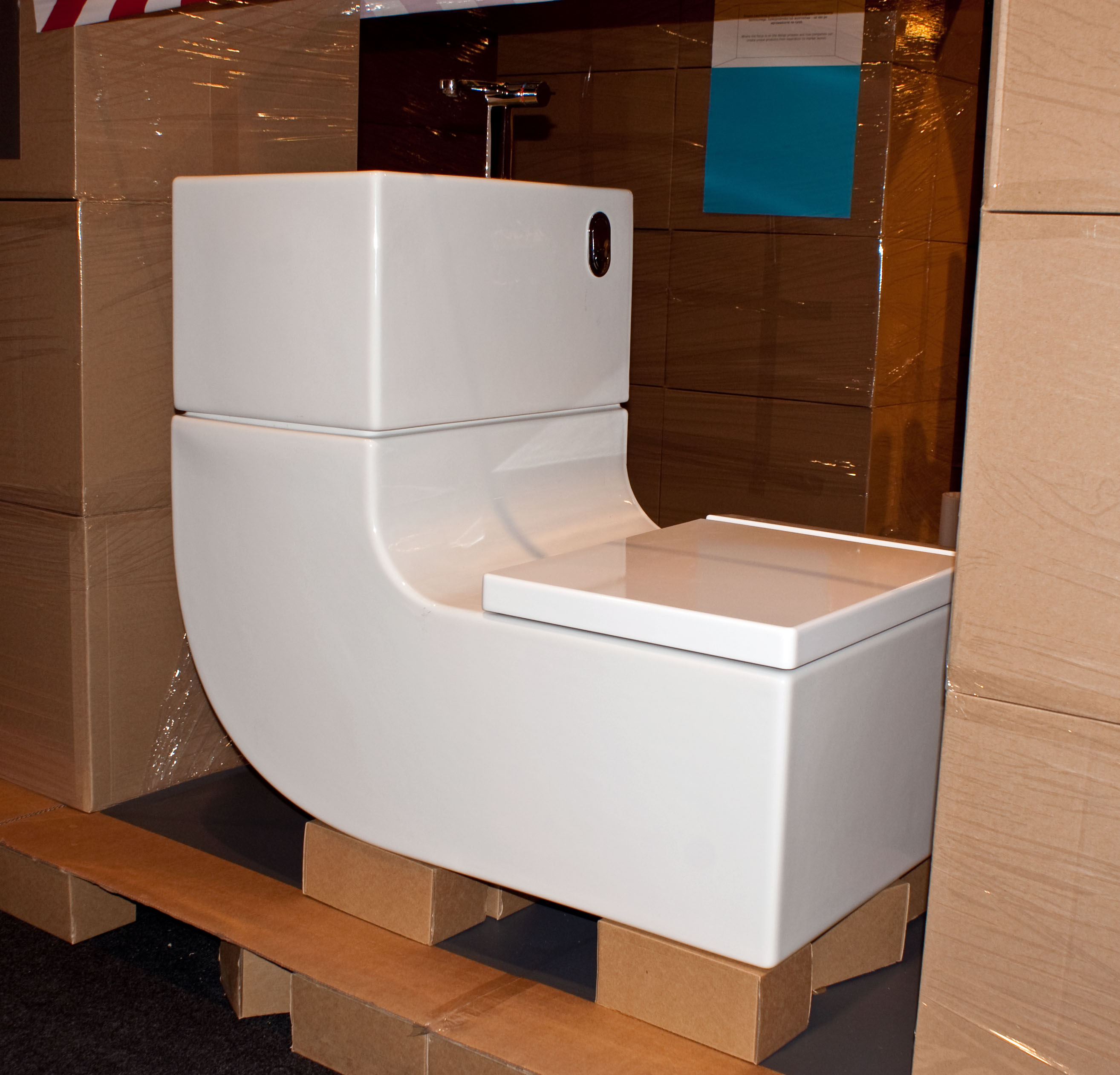
W+W (Washbasin+Watercloset) by Roca

Roca produce y comercializa una amplia gama de elementos para espacios de baño que incluye porcelana sanitaria, bañeras de fundición, de acero esmaltado, acrílicas, de hidromasaje, platos de ducha, hidrosaunas, cabinas y columnas de hidromasaje, grifería, muebles de baño, accesorios y mamparas de baño. También dispone de fregaderos y grifería para cocina. 

## Diseño
A mediados de 2004 se reorganiza el Roca Design Center, un departamento de diseño formado por unos 125 profesionales,[cita requerida] que ya en los años 80 contaba con proyectos de Giorgetto Giugiaro. Hoy[¿cuándo?] Roca sigue manteniendo colaboraciones con estudios de arquitectura como Chipperfield, Herzog & de Meuron, Belén y Rafael Moneo, y gabinetes de diseño como Schmidt & Lackner y Benedito Design.[cita requerida]
En 2007 se crea el Roca Innovation Lab, un grupo autónomo y multidisciplinar que permite diseñar y desarrollar nuevos productos y conceptos de forma independiente a las actividades diarias del Roca Design Center.[cita requerida]

## Roca Barcelona Gallery
En junio de 2009, Roca abrió las puertas de su nuevo edificio emblema de marca, Roca Barcelona Gallery.[cita requerida]
El espacio está concebido como una propuesta de experiencia de marca, donde se llevan a cabo actividades sociales, culturales y exposiciones relacionadas con el diseño, la arquitectura, la cultura o el arte, entre otras.
El Roca Barcelona Gallery cuenta con 2400 m², distribuidos en tres plantas.[cita requerida]

## Conflictos laborales
El 23 de enero de 2013 la empresa Roca presentó un ERE de rescisión de contratos para las factorías de Alcalá de Henares (Madrid) y Alcalá de Guadaíra (Sevilla) El ERE afectó a 484 trabajadores, 230 del centro de Alcalá de Guadaíra (Sevilla) y 254 del centro de Alcalá de Henares (Madrid). Esto significó el cierre total de las fábricas de porcelana sanitaria de estas dos localidades.[cita requerida]
Los trabajadores de ambas empresas iniciaron una lucha para defender sus puestos de trabajo. Los trabajadores de Alcalá de Henares se acamparon frente a la fábrica, con apoyo de la ciudadanía y resto de compañeros de otras industrias. Por su parte los trabajadores de Alcalá de Guadaíra se encerraron en la catedral de Sevilla.[cita requerida]